# Vacuna contra el càncer
Una vacuna contra el càncer, o oncovacuna, és una vacuna que tracta el càncer existent o prevé el desenvolupament del càncer. Les vacunes que tracten el càncer existent es coneixen com a vacunes terapèutiques contra el càncer o vacunes antigens tumorals. Algunes de les vacunes són "autòlogues", s'elaboren a partir de mostres preses del pacient, i són específiques d'aquest pacient.
Alguns investigadors afirmen que les cèl·lules canceroses sorgeixen rutinàriament i són destruïdes pel sistema immunitari (immunovigilància); i que els tumors es formen quan el sistema immunitari no els destrueix.
Alguns tipus de càncer, com el càncer de coll uterí i el càncer de fetge, són causats per virus (oncovirus). Les vacunes tradicionals contra aquests virus, com la vacuna contra el VPH i la vacuna contra l'hepatitis B, prevenen aquests tipus de càncer. Altres càncers són, fins a cert punt, causats per infeccions bacterianes (per exemple, càncer d'estómac i Helicobacter pylori). Les vacunes tradicionals contra els bacteris que causen càncer (oncobacteris) no es discuteixen més en aquest article.

## Mètode
Un enfocament de la vacunació contra el càncer és separar les proteïnes de les cèl·lules canceroses i immunitzar els pacients contra aquestes proteïnes com a antígens, amb l'esperança d'estimular el sistema immunitari per matar les cèl·lules canceroses. La investigació sobre vacunes contra el càncer està en marxa per al tractament de càncer de mama, pulmó, còlon, pell, ronyó, pròstata i altres càncers.
Un altre enfocament és generar una resposta immune in situ en el pacient utilitzant virus oncolítics. Aquest enfocament es va utilitzar en el fàrmac talimogene laherparepvec, una variant del virus de l'herpes simple dissenyat per replicar-se selectivament en el teixit tumoral i per expressar la proteïna estimuladora immune GM-CSF. Això millora la resposta immune antitumoral als antígens tumorals alliberats després de la lisi viral, creant una vacuna específica per al pacient.
Alguns investigadors afirmen que les cèl·lules canceroses sorgeixen rutinàriament i són destruïdes pel sistema immunitari (immunovigilància); i que els tumors es formen quan el sistema immunitari no els destrueix.
Alguns tipus de càncer, com el càncer de coll uterí i el càncer de fetge, són causats per virus (oncovirus). Les vacunes tradicionals contra aquests virus, com la vacuna contra el VPH i la vacuna contra l'hepatitis B, prevenen aquests tipus de càncer. Altres càncers són, fins a cert punt, causats per infeccions bacterianes (per exemple, càncer d'estómac i Helicobacter pylori). Les vacunes tradicionals contra els bacteris que causen càncer (oncobacteris) no es discuteixen més en aquest article.
Un enfocament de la vacunació contra el càncer és separar les proteïnes de les cèl·lules canceroses i immunitzar els pacients contra aquestes proteïnes com a antígens, amb l'esperança d'estimular el sistema immunitari per matar les cèl·lules canceroses. La investigació sobre vacunes contra el càncer està en marxa per al tractament de càncer de mama, pulmó, còlon, pell, ronyó, pròstata i altres càncers.
Un altre enfocament és generar una resposta immune in situ en el pacient utilitzant virus oncolítics. Aquest enfocament es va utilitzar en el fàrmac talimogene laherparepvec, una variant del virus de l'herpes simple dissenyat per replicar-se selectivament en el teixit tumoral i per expressar la proteïna estimuladora immune GM-CSF. Això millora la resposta immune antitumoral als antígens tumorals alliberats després de la lisi viral, creant una vacuna específica per al pacient.

## Mecanisme d'acció
Les vacunes antigens tumorals funcionen de la mateixa manera que les vacunes virals, entrenant el sistema immunitari per atacar les cèl·lules que contenen els antígens de la vacuna. La diferència és que els antígens de les vacunes víriques es deriven de virus o cèl·lules infectades amb virus, mentre que els antígens de les vacunes d'antigens tumorals es deriven de cèl·lules canceroses. Com que els antígens tumorals són antígens que es troben a les cèl·lules canceroses, però no a les cèl·lules normals, les vacunes que continguin antígens tumorals haurien d'entrenar el sistema immunitari per orientar-se a les cèl·lules canceroses no a les cèl·lules sanes. Els antígens tumorals específics del càncer inclouen pèptids de proteïnes que normalment no es troben a les cèl·lules normals, però que s'activen en cèl·lules canceroses o pèptids que contenen mutacions específiques del càncer. Les cèl·lules presentadores d'antígens (APC), com les cèl·lules dendrítiques, prenen antígens de la vacuna, els processen en epítops i presenten els epítops a les cèl·lules T mitjançant proteïnes del complex major d'histocompatibilitat. Si les cèl·lules T reconeixen l'epítop com a estrany, s'activa el sistema immunitari adaptatiu i s'orienta a les cèl·lules que expressen els antígens.

## Tipus
Les vacunes contra el càncer poden ser basades en cèl·lules, proteïnes o pèptids, basades en gens (ADN/ARN). o organismes vius atenuats bacterians o virals.
Les vacunes basades en cèl·lules inclouen cèl·lules tumorals o lisats de cèl·lules tumorals. Es preveu que les cèl·lules tumorals del pacient continguin l'espectre més gran d'antígens rellevants, però aquest enfocament és car i sovint requereix massa cèl·lules tumorals del pacient per ser eficaç. L'ús d'una combinació de línies cel·lulars de càncer establertes que s'assemblen al tumor del pacient pot superar aquestes barreres, però aquest enfocament encara no ha estat efectiu. Canvaxin, que incorpora tres línies cel·lulars de melanoma, va fallar els assaigs clínics de fase III. Una altra estratègia de vacuna basada en cèl·lules implica cèl·lules dendrítiques autòlogues (cèl·lules dendrítiques derivades del pacient) a les quals s'afegeixen antígens tumorals. En aquesta estratègia, les cèl·lules dendrítiques que presenten antigen estimulen directament les cèl·lules T en lloc de dependre del processament dels antígens per part dels APC nadius després de l'entrega de la vacuna. La vacuna de cèl·lules dendrítiques més coneguda és Sipuleucel-T (Provenge), que només va millorar la supervivència en quatre mesos. L'eficàcia de les vacunes de cèl·lules dendrítiques pot estar limitada a causa de la dificultat per aconseguir que les cèl·lules migrin als ganglis limfàtics i interaccionin amb les cèl·lules T.
Les vacunes basades en pèptids solen consistir en epítops específics del càncer i sovint requereixen un adjuvant (per exemple, GM-CSF) per estimular el sistema immunitari i millorar l'antigenicitat. Exemples d'aquests epítops inclouen pèptids Her2, com GP2 i NeuVax. Tanmateix, aquest enfocament requereix un perfil de MHC del pacient a causa de la restricció de MHC. La necessitat de selecció de perfils MHC es pot superar utilitzant pèptids més llargs ("pèptids llargs sintètics") o proteïnes purificades, que després són processats en epítops per APC.
Les vacunes basades en gens estan compostes per l'àcid nucleic (ADN/ARN) que codifica el gen. Aleshores, el gen s'expressa en APC i el producte proteic resultant es processa en epítops. El lliurament del gen és especialment difícil per a aquest tipus de vacuna. Almenys un medicament candidat, mRNA-4157/V940, està investigant vacunes d'ARNm recentment desenvolupades per utilitzar-les en aquesta aplicació.
Les soques vives atenuades i sensibles a l'ampicil·lina de Listeria monocytogenes formen part de la vacuna CRS-207.